# くふうハヤテベンチャーズ静岡
くふうハヤテベンチャーズ静岡（くふうハヤテベンチャーズしずおか、英: Kufu HAYATE Ventures Shizuoka）は、日本のプロ野球球団。静岡県を拠点に、2024年から日本野球機構（NPB）のウエスタン・リーグに参加している。運営法人はハヤテ223株式会社。

## 概要
日本野球機構（NPB）によるファームリーグへの参加承認を受け、2024年からリーグ戦に参加している。ファームリーグへの新規参加は2005年の東北楽天ゴールデンイーグルス以来、二軍のみの参加では1950年の山陽クラウンズ（1952年解散）以来となる。また、静岡県からのプロ野球新規参入は独立リーグを含めて初めてである。
運営母体は東京都中央区に本社を置くハヤテグループで、運営法人の名称「ハヤテ223（はやてふじさん）」は同社の「ハヤテ」と富士山に由来する。
本拠地は清水区の静岡市清水庵原球場（ちゅ〜るスタジアム清水）で、他に静岡草薙球場・浜松球場・静岡県営愛鷹球場でも主催公式戦を行う。
ウエスタン・リーグで使用される略記は「くふうハヤテ」または「ハ」。アルファベットは「V」が使用される。

## 歴史

### ファーム新球団への内定
NPBのファームリーグ（イースタン・リーグ、ウエスタン・リーグ）は、2005年にウエスタンの近鉄が消滅しイースタンに楽天が加入したことで、両リーグのチーム数が奇数となり、試合日程が非効率なものとなっていた。
このためNPBは、2024年度から二軍戦のみへの参加を条件とした新規参加チームの公募を行った。ハヤテグループは、同社を運営母体として静岡県を本拠地に新球団結成を目指す方針を固め、2023年4月に静岡市で社長の杉原行洋と、静岡市長の田辺信宏との間で包括連携協定書を締結した。同年7月28日には、静岡県を含めた3者による連携協定を結び、行政との協力関係を構築した。
その後、同年9月に新潟アルビレックス・ベースボール・クラブと共に新規参加球団としてオーナー会議で内定を受けた。
当初はイースタン・リーグへの参加を希望していたが、地域バランスを考慮したうえでウエスタン・リーグへの参加とすることをNPBから勧告され、これに同意しウエスタン・リーグへの所属となった。このため、ウエスタン・リーグではこれまでの中日ドラゴンズに代わり、最も東に本拠地を置く球団となった。

### 球団発足に向けての準備と参入正式決定
球団結成に向け、首脳陣はプロ野球経験者とする方向で調整を行うとされており、代表付きGMに山下大輔、監督に赤堀元之が就任することを10月27日に、その他の首脳陣も12月20日に発表した。
選手獲得にあたってはドラフト会議に参加できないことから独自のトライアウトを実施するほか、他球団を自由契約となった選手や外国人選手も獲得し、45選手程度でチームを構成する予定とされた。11月3日・4日に、本拠地の清水庵原球場にて初のトライアウトを実施。12月7日には新入団選手の一部を発表した。
清水庵原球場に対しても、防球ネット・フェンスの改良や命名権の募集を行い、NPB側が提示したプロ野球仕様への球場改修やスポンサーの確保といった条件に対応した。
これらの準備状況が評価され、11月のオーナー会議で参加が正式に決定した。

### 2024年シーズン
2024年1月11日に合同練習を開始し、ハヤテ223として活動をスタート。1月16日には、ベンチャー企業のくふうカンパニーとの資本提携による「くふうハヤテベンチャーズ静岡」の球団名が発表された。1月24日に新たに7人の新入団選手とスタッフ1人・トレーナー2人の入団、ユニフォームを発表した。
1月30日にウエスタン・リーグの全日程が発表され、公式試合初戦の3月15日に、ちゅ～るスタジアムでオリックス・バファローズと対戦することとなった。また、開幕に先立って春季教育リーグにも参加し、3月1日にナゴヤ球場にて中日ドラゴンズと対戦するのが初戦となった。なお、2月23日（富士山の日）にちゅ～るスタジアムで、同じくイースタン・リーグ新規参入球団のオイシックス新潟アルビレックス・ベースボール・クラブを招き、球団史上初の対外試合を開催すると発表があったが、雨天中止となった。
2月24日、投手陣の不足のため、募集を投手のみに絞った投手トライアウトを追加実施し、3月1日に同トライアウトを受験した2人の追加入団選手を発表した。
ウエスタン・リーグでは、開幕から未勝利（6敗1分）で迎えた3月22日の対阪神タイガース戦において2-0で完封勝利を収め、チームの公式戦初勝利を記録した。
7月17日に、読売ジャイアンツの育成選手である木下幹也の派遣受け入れを発表した。オイシックスを含め、参加球団へは初めての選手派遣となった。
9月25日、西濱勇星が東京ヤクルトスワローズへ移籍することが発表された。オイシックスを含め、二軍参入球団からは初めての移籍となった。
9月29日に全日程を終了し、リーグ参加初年度は28勝84敗8分の勝率.250で最下位（6位）だった。その中で増田将馬が最多盗塁の個人タイトルを獲得した。なお、主催試合は1試合平均で866人の観客動員を見せ、球団が想定していた700人を突破した。
10月1日、読売ジャイアンツから育成強化部育成チームチーフの井上真二が同月28日までコーチとして派遣されることが発表された。併せてヘッドコーチを務めていた高田誠が同月5日で派遣終了となることも発表された。
10月2日、ミゲル・モラ、フランクリン・バングルプ、ブラウリオ・バスケス、折下光輝、ジェリンソン・バスケスの5選手の退団が発表された。
10月24日、チーム設立後初めて迎えたNPBドラフト会議では、早川太貴が阪神タイガースから育成3巡目での指名を受けた。

## NPBとの関係性
ファーム球団である当チーム、及びオイシックス新潟については、プロ野球ドラフト会議への参加はできない。逆にこれら球団の選手は、1)元NPB選手は、シーズン中でもNPB球団への移籍が可能。2)その他の選手は、当年秋のドラフトを経て翌年度からNPBへの移籍が可能　となっている。

## ファーム成績
| ウエスタン・リーグ | ウエスタン・リーグ | ウエスタン・リーグ | ウエスタン・リーグ | ウエスタン・リーグ | ウエスタン・リーグ | ウエスタン・リーグ | ウエスタン・リーグ |
| 年度               | 順位               | 試合               | 勝利               | 敗戦               | 引分               | 勝率               | 監督               |
| ------------------ | ------------------ | ------------------ | ------------------ | ------------------ | ------------------ | ------------------ | ------------------ |
| 2024               | 6                  | 120                | 28                 | 84                 | 8                  | .250               | 赤堀元之           |

## 歴代本拠地
全て静岡県内。
- 2024年 - 現在：ちゅ〜るスタジアム清水（静岡市清水区庵原町）

### 地方開催試合
- 静岡草薙球場
- 浜松球場[36]
- 静岡県営愛鷹球場[37][38]